# Marquesado de Castañeda
El marquesado de Castañeda es un título nobiliario español creado por Felipe IV el 1 de julio de 1623, en Milán, a favor de Sancho de Monroy y de Zúñiga, con la denominación de «marquesado de Castagneto».  El título fue rehabilitado en 1995 por el rey Juan Carlos I.

## Denominación
La denominación del título se refiere a la localidad y comuna de Castegnato en la provincia de Brescia, «pero los compiladores de títulos nobiliarios españoles prefieren la forma transliterada de “marqués de Castañeda” y es así como él mismo firmaba».

## Marqueses de Castañeda
|                                  | Titular                                                    | Periodo                |
| Creación por Felipe IV           | Creación por Felipe IV                                     | Creación por Felipe IV |
| -------------------------------- | ---------------------------------------------------------- | ---------------------- |
| I                                | Sancho de Monroy y de Zúñiga                               | 1623-1646              |
| II                               | Leonor de Monroy y Aragón                                  | 1646-?                 |
| III                              | María Regalado Funes de Villalpando y Monroy               | ?-1738                 |
| IV                               | Cristóbal Gregorio Portocarrero y Funes de Villalpando     | 1738-1763              |
| V                                | María Francisca de Sales de Portocarrero y López de Zúñiga | 1763-1808              |
| VI                               | Eugenio de Palafox y Portocarrero                          | 1808-1834              |
| VII                              | Cipriano Palafox y Portocarrero                            | 1834-1839              |
| VIII                             | María Francisca de Sales Palafox y Kirkpatrick             | 1839-1860              |
| IX                               | Carlos Fitz-James Stuart y Portocarrero                    | 1860-1901              |
| Rehabilitación por Juan Carlos I |                                                            |                        |
| X                                | Cayetana Fitz-James Stuart y Silva                         | 1995-2014              |
| XI                               | Carlos Fitz-James Stuart y Martínez de Irujo               | 2015-actual titular    |

## Historia de los marqueses de Castañeda
- Sancho de Monroy y de Zúñiga (Monroy, 1576-Madrid, 23 de agosto de 1646), I marqués de Castañeda, embajador en Génova y consejero de Estado.[2] Era hijo de Fernando de Monroy y Cardona (1552-1606), X señor de Monroy,[4] señor de Las Quebradas y caballero de la Orden de Alcántara en 1565, y de su primera esposa, Elvira de Zúñiga y Guzmán,[4] hija de Luis de Ávila y Zúñiga, comendador mayor de la Orden de Alcántara, y de María de Zúñiga y Manuel, II marquesa de Mirabel.[5][6]

Casó, el 4 de octubre de 1622 en Madrid, con María de Aragón, dama de la reina Isabel de Borbón e hija de Alonso de Luzón y Castilla, señor de la casa de Luzón, capitán del tercio de Nápoles y caballero de la Orden de Santiago, y de su esposa y sobrina, María Ramírez de Guzmán y Aragón. Le sucedió su única hija, nacida  «antes de que sus padres celebraran las nupcias que tenían capituladas desde el 16 de abril de 1618»:
- Leonor de Monroy y Aragón (baut. Madrid, 17 de septiembre de 1622), II marquesa de Castañeda y dama de la reina Isabel de Borbón.[2]

Casó en primeras nupcias, en el Real Alcázar de Madrid, el 5 de febrero de 1644, con Fernando de Monroy y Guzmán Zúñiga y Menchaca, I marqués de Monroy de quien no hubo descendencia. Casó en segundas nupcias con de Diego Gómez de Sandoval y Rojas, X duque de Lerma, sin descendencia. Después de enviudar, contrajo un tercer matrimonio, el 18 de julio de 1669, en Madrid, con José Antonio Ignacio Funes de Villalpando y Clemente (1623-1683), III marqués de Osera, barón de Quinto, miembro del Consejo Supremo de Aragón, general de artillería de Flandes, gobernador de Gante, virrey de Cerdeña y de Guipúzcoa y gobernador y capitán general de Orán. Sucedió su hija del tercer matrimonio:
- María Regalado Funes de Villalpando y Monroy (Madrid, 16 de mayo de 1670-14 de mayo de 1738), III marquesa de Castañeda[2][10] y IV marquesa de Osera.[9]

Casó, en 1690, con Cristóbal Portocarrero de Guzmán Enríquez de Luna (1638-1704), IV conde de Montijo y X conde de Teba. Le sucedió su hijo:
- Cristóbal Gregorio Portocarrero y Funes de Villalpando (2 de junio de 1693-15 de junio de 1763),[11] IV marqués de Castañeda,[10] IX marqués de la Algaba, V conde de Montijo, V marqués de Valderrábano, IV conde de Fuentidueña, V marqués de Osera, XIV marqués de Villanueva del Fresno, Barcarrota y XXI señor de Moguer.[10]

Casó, el 15 de abril de 1717, con María Dominga de Guzmán y Fernández de Córdoba Portocarrero.(1693-1747). Le sucedió su nieta, hija de Cristóbal Portocarrero y Fernández de Córdoba (1728-1757) y de María Josefa López de Zúñiga  Pacheco, hija de los condes de Miranda.
- María Francisca de Sales de Portocarrero y López de Zúñiga (10 de julio de 1754-Logroño, 15 de abril de 1808), V marquesa de Castañeda, VI marquesa de Osera,[13] VI condesa de Montijo, marquesa de Ardales, condesa de Teba, VI condesa de Ablitas, XV baronesa de Quinto,[14][13] etc.

Casó, en 1768, con Felipe Antonio de Palafox y Croy d'Havré (1739-1790). Le sucedió su hijo:
- Eugenio de Palafox y Portocarrero (1773-18 de julio de 1834), VI marqués de Castañeda,[15] XI marqués de la Algaba, VII conde de Montijo, XII duque de Peñaranda de Duero, grande de España, XVII marqués de la Bañeza, XVI vizconde de los Palacios de la Valduerna, XII marqués de Valdunquillo,XIII marqués de Mirallo, X conde de Casarrubios del Monte, etc.[15]

Contrajo matrimonio con María Ignacia de Idíaquez y Carvajal (m. 3 de noviembre de 1826), sin descendencia, le sucedió su hermano.
- Cipriano Palafox y Portocarrero (1784-15 de marzo de 1839), VII marqués de Castañeda,[17] XII marqués de la Algaba, VIII conde de Montijo, XIII duque de Peñaranda de Duero, grande de España, XVIII marqués de la Bañeza, XVII vizconde de Palacios de la Valduerna, XIII marqués de Valdunquillo, XIV marqués de Mirallo, XVIII conde de Teba, IX marqués de Valderrábano, VIII marqués de Osera, etc.[17]

Contrajo matrimonio, el 15 de diciembre de 1917, con María Manuela Kirkpatrick de Closeburn y de Grevignée (1794-1879). Le sucedió su hija:
- María Francisca de Sales Palafox y Kirkpatrick (Granada, 29 de enero de 1825-París, 16 de septiembre de 1860), VIII marquesa de Castañeda,[17] XIII marquesa de la Algaba, IX condesa de Montijo, X marquesa de Valderrábano, XIV duquesa de Peñaranda de Duero, grande de España, etc.[17]

Casada el 14 de febrero de 1844 con Jacobo Fitz-James Stuart y Ventimiglia (1821-1881), XV duque de Alba de Tormes, grande de España. Sucedió su hijo:
- Carlos Fitz-James Stuart y Portocarrero (1849-15 de octubre de 1901), IX marqués de Castañeda,[18]  XX conde de Lemos,[19] XVIII marqués de Sarria,[18] XIX conde de Villalba,[18] XVIII conde de Andrade,[18] IX duque de Berwick,[20] XVI duque de Alba,[21] grande de España, etc.

Casó, el 10 de diciembre de 1877, con María Rosario Falcó y Osorio, XI condesa de Siruela. Sucedió su nieta, que rehabilitó el título en 1995, porque su padre, Jacobo Fitz-James Stuart y Falcó (m. 1953), XVII duque de Alba, no obtuvo la real carta de sucesión en el marquesado de Castañeda.
Rehabilitado en 1995
- Cayetana Fitz-James Stuart y Silva (1926-2014), X marquesa de Castañeda,[22][23] XI marquesa de Osera, XIX baronesa de Quinto y XVIII duquesa de Alba de Tormes, etc.

Casada en primeras nupcias con Luis Martínez de Irujo y Artázcoz (1919-1972), en segundas con Jesús Aguirre y Ortiz de Zárate (1934-2001) y, en terceras nupcias, con Alfonso Díez Carabantes. Sucedió, en 2015, su hijo del primer matrimonio:
- Carlos Fitz-James Stuart y Martínez de Irujo (n. 1948), XI marqués de Castañeda,[22] XII marqués de Osera,[24] XX barón de Quinto, XIX duque de Alba de Tormes, etc.

Casó, el 18 de junio de 1988 en Sevilla, con Matilde Solís y Martínez-Campos.